# Грин (округ, Миссури)
Округ Грин (англ. Greene County) — округ штата Миссури, США. Население округа на 2009 год составляло 269 360 человек. Административный центр округа — город Спрингфилд.

## История
Округ Грин основан в 1833 году.

## География
Округ занимает площадь 1748.2 км2.

## Демография
Согласно оценке Бюро переписи населения США, в округе Грин в 2009 году проживало 269 360 человек. Плотность населения составляла 154.1 человек на квадратный километр.